# البرتو گوتیان
البرتو گوتیان (انگلیسی: Alberto Guitián؛ زادهٔ ۲۹ ژوئیهٔ ۱۹۹۰) بازیکن فوتبال اهل اسپانیا است.
از باشگاه‌هایی که در آن بازی کرده‌است می‌توان به باشگاه فوتبال رئال وایادولید، باشگاه فوتبال اسپورتینگ خیخون، و باشگاه فوتبال رئال ساراگوسا اشاره کرد.